# Linkt
Linkt是Transurban在澳大利亚的e-TAG系统。 于2017年取代了Roam Express， 随后于 2018 年 5 月在昆士兰州取代了go via，并于同年 7 月在墨尔本取代了CityLink的收费系统。  